# Daniel Bernhardi
Daniel Bernhardi, Pseudonym (Anagramm) Hadriani Brendel, (* 20. Januar 1622 in Rosenthal; † 1707 in Stendal) war ein deutscher evangelischer Theologe.

## Leben
Daniel Bernhardi wurde als Sohn des Pfarrers Siegismund Bernhardi und dessen Ehefrau Sabina Plancke geboren.
Er studierte Theologie an den Universitäten Frankfurt (Oder) und Wittenberg. 1648/49 war er als Präzeptor in Lentzke tätig. Am 26. April 1649 wurde er ordiniert und zum Pfarrer in Perwenitz ernannt. Zwei Jahre später wurde er 1651 Pfarrer in Pankow und darauf 1654 Pfarrer in Alt-Töplitz. In diesem Amt blieb er bis zu seinem Wechsel 1664 als Pfarrer in Linum.
In der Zeit von 1681 bis 1707 war er als Generalsuperintendent am Dom in Stendal tätig und legte in dieser Funktion u. a. die Bibelsammlung der Dombibliothek St. Nicolai in Stendal an. Nach seinem Tod wurde Johann Christoph Meurer  sein Nachfolger als Generalsuperintendent.
Daniel Bernhardi war in erster Ehe mit Katharina Zietemann, einer Tochter des Pfarrers Joachim Zietemann aus Perwenitz, verheiratet. Aus dieser Ehe gingen drei Söhne und eine Tochter hervor. Am 16. Mai 1659 heiratete er zum zweiten Mal in Alt Töplitz Anna Elisabeth Juchhofer (Inchhofer, Innickenhöffer), die Tochter des Pfarrers Heinrich Juchhofer (* in Herzberg/Elster). Insgesamt hatte Daniel Bernhardi sieben Söhne und drei Töchter.

## Werke
- Speculum Christianismi, Christenthumbs-Spiegel, Darinn/ aus Gottes Wort/ nach den Häuptstücken des Catechismi dem Christlichen Leser für Augen gestellet wird I. Das Wahre Christenthumb, was dasselbe sey/ worinn es bestehe, und wie es zuführen; II. Das Falsche Christenthumb, welches heutiges Tages von den meisten/ die den Christen-Nahmen haben, geführet wird, III. Wie das gefallene Christenthumb wider auffzurichten; IV. Ubung deß Christenthumbs durch stete Busse, durch die Nachfolge Christi und gebet, damit der letzte Tag deß Menschen auff Erden der erste im Himmel sey. Magdeburg Müller Magdeburg 1654.
- Continuatio Regalis Sacerdotii, Das ist: Fernere Außführung der hochnötigen und zugleich anmuthigen heilsahmen Lehre Von dem Geist- und Königlichem Priesterthumb/ Fromme und Gottselige Liebhaber dieser schönen Lehre in ihrer Meinung zu stärcken/ und hingegen den feindseligen Wiedersprechern das Maul zu stopffen. Halberstadt Halberstadt Kohlwald 1664.
- Das heilige Wunder-Buch von Jesu Christo Dem Heylande der gantzen Welt; Sonst genannt Das neue Testament. Reimfassung des Neuen Testaments, Selbstverlag 1675[4]
- Unterthänigste Letztschuldigste Ehren-Pflicht (Trauerschriften auf Kurfürst Friedrich Wilhelm von Brandenburg, † 29.04.1688). Jena Müller 1690.
- Biblia Das ist: Die gantze Heilige Schrifft, Altes und Neues Testaments. Stendal Süstermann 1702.